# Jonas Stockinger
Jonas Stockinger (* 7. Oktober 1999) ist ein deutscher Skirennläufer. Er startet hauptsächlich im Riesenslalom.

## Karriere
Stockinger gab sein internationales Renndebüt am 9. November 2015 bei einem Juniorenrennen in Solda. Sein erstes internationales Großereignis bestritt er drei Monate später bei den Olympischen Jugend-Winterspielen 2016 in Lillehammer. Gemeinsam mit Lucia Rispler gewann er die Goldmedaille im Mannschaftswettbewerb. Zudem belegte er den 9. Rang im Slalom.
In den darauffolgenden Jahren startete Stockinger hauptsächlich bei FIS-Rennen im deutschsprachigen Raum sowie vereinzelt im Europacup. Bei seinen ersten Juniorenweltmeisterschaften im Jahr 2019 in Val di Fassa erreichte er Platz 9 im Riesenslalom. Bei den deutschen Meisterschaften desselben Jahres gewann er mit Bronze seine erste nationale Medaille.
Zum Abschluss der Saison 2022/23 gewann Stockinger seinen ersten deutschen Meistertitel im Riesenslalom.
Seinen bisher größten Karriereerfolg feierte er schließlich in der Europacupsaison 2023/24. Durch eine äußerst konstante Saisonleistung konnte er, obwohl er nur zwei Podestplätze erreichte, die Riesenslalomwertung für sich entscheiden. Dadurch erhielt er einen Startplatz für die Weltcupsaison 2024/25 außerhalb des Nationenkontigents.
Ebenfalls im Winter 2023/24 erreichte Stockinger seine ersten Weltcuppunkte. Seine bisher beste Weltcupplatzierung erreichte er beim Riesenslalom am Chuenisbärgli in Adelboden in der Weltcupsaison 2024/25 mit Platz 18. Auch gelang es ihm seinen deutschen Meistertitel im Riesenslalom zu verteidigen.

## Erfolge

### Weltmeisterschaften
- Saalbach-Hinterglemm 2025: 26. Riesenslalom

### Weltcup
- Fünf Platzierungen unter den besten 30

### Europacup
- Saison 2023/24: 1. Riesenslalomwertung, 18. Gesamtwertung
- 2 Podestplätze

### Juniorenweltmeisterschaften
- Val di Fassa 2019: 9. Riesenslalom, 16. Alpine Kombination, 31. Super-G, 38. Abfahrt, DNF Slalom

### Olympische Jugend-Winterspiele
- Lillehammer 2016: 1. Mannschaft, 9. Slalom, DNF Super-G, DNS2 Alpine Kombination

### Weitere Erfolge
- Deutscher Meister im Riesenslalom (2023, 2024)
- Deutscher Vizemeister im Riesenslalom (2021)
- Bronze bei den deutschen Meisterschaften im Riesenslalom (2019, 2022)
- 3 Siege bei FIS-Rennen